# Viola (Delaware)
Viola es un pueblo ubicado en el condado de Kent en el estado estadounidense de Delaware. En el año 2000 tenía una población de 156 habitantes y una densidad poblacional de 339.2 personas por km².

## Geografía
Viola se encuentra ubicado en las coordenadas 39°2′32″N 75°34′18″O / 39.04222, -75.57167.

## Demografía
Según la Oficina del Censo en 2000 los ingresos medios por hogar en la localidad eran de $49,531, y los ingresos medios por familia eran $39,250. Los hombres tenían unos ingresos medios de $24,250 frente a los $20,417 para las mujeres. La renta per cápita para la localidad era de $21,687. Alrededor del 16.7% de la población estaban por debajo del umbral de pobreza.

## Localidades adyacentes
Diagrama de las localidades a un radio de 16 km a la redonda de Viola.